# Пам'ятники Бородянки
Стаття Пам'ятники Бородянки призначена для ознайомлення, в тому числі візуального зі зразками міської скульптури в смт Бородянці Київської області .
| Назва                                                  | Дата встановлення | Розташування          | Фото | Короткі відомості |
| Героям громадянської війни                             |                   |                       |      | Пам'ятник на братській могилі Канаша Г. Х., Дорошенка П. І., Сороки Д. О. та інших                                                   |
| Жертвам Голодомору                                     |                   |                       |      | Пам'ятник жертвам Голодомору |
| Жертвам фашизму                                        |                   |                       |      | Пам'ятник жертвам фашизму, розстріляним в період окупації 1941—1943 років.                                                           |
| Жителям Бородянки, вбитим в 1693 році                  |                   |                       |      | Пам'ятний хрест жителям селища Бородянки, убієнним на другий день свята Різдва Христового в 1693 році за Христа та Віру Православну. |
| Односельчанам, що загинули в радянсько-німецькій війні |                   |                       |      | |
| Стела Мужності                                         | 2006              |                       |      | Стела ліквідаторам МВС до 20-річчя аварії на ЧАЕС.                                                                                   |
| Шевченка Тараса, погруддя                              |                   | площа Тараса Шевченка |      | Автор пам'ятника — скульптор М. П. Міщук, мистецтвознавець — А. Т. Крайнєв.                                                          |

## Колишні пам'ятники
| Назва             | Дата встановлення | Розташування | Фото | Короткі відомості           |
| Леніну Володимиру |                   |              |      | Пам'ятник Володимиру Леніну |